# Sýkora uhelníček

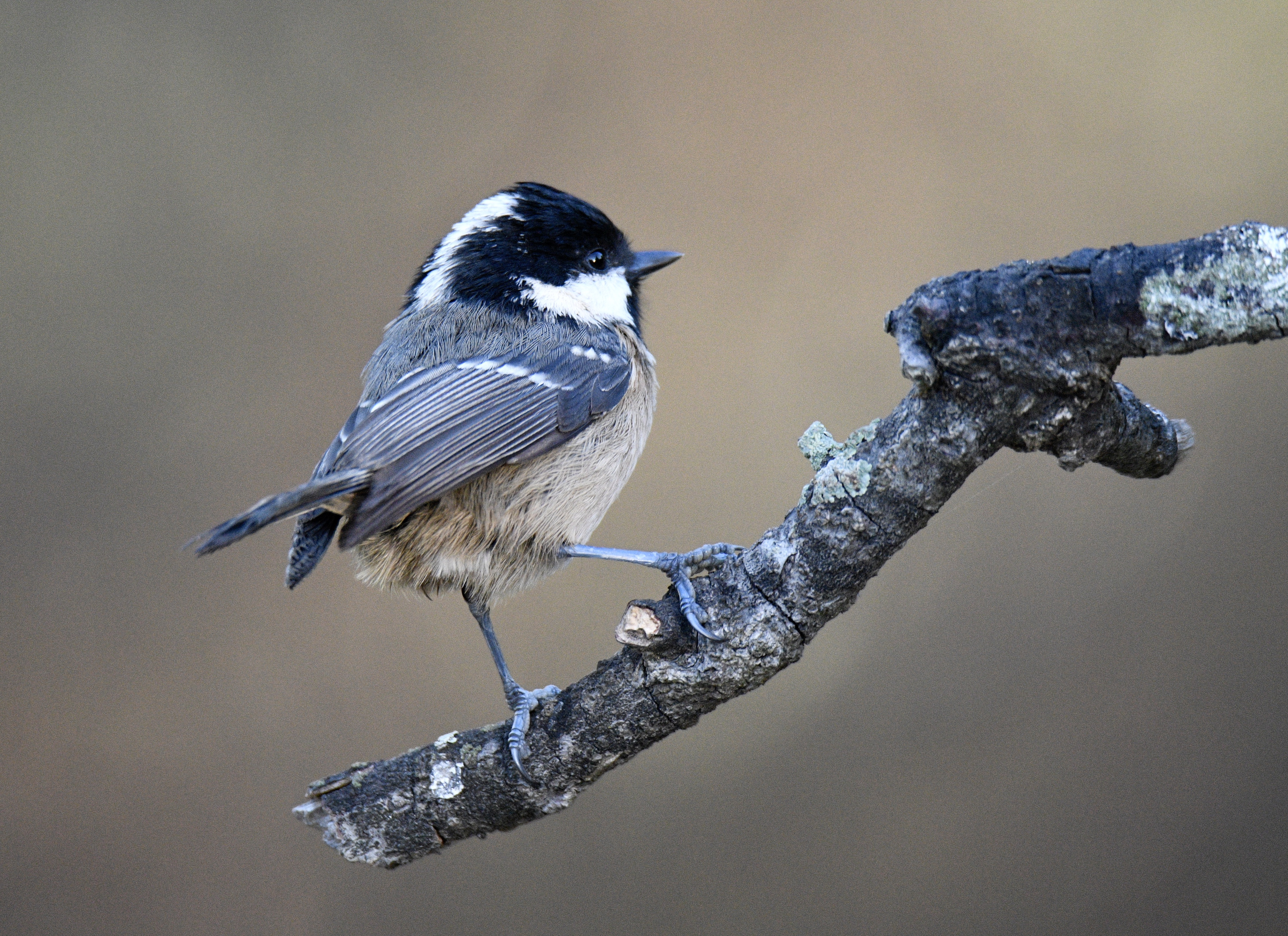
Sýkora uhelníček při pohledu zezadu, s dobře patrnou bílou skvrnou v týlu

Sýkora uhelníček (Periparus ater) je malý zpěvný pták z čeledi sýkorovitých.

## Název
Neobvyklý název uhelníček je podle černé, jakoby od uhlí zamazané hlavičky.

## Taxonomie
Rozlišuje se celkem 21 poddruhů, které se liší hlavně zbarvením hřbetu. V Evropě žije následujících 6:
- sýkora uhelníček irský (Periparus ater hibernicus), žijící ve většina Irska,
- sýkora uhelníček anglický (P. a. britannicus), žijící v severovýchodním Irsku a Velké Británii,
- sýkora uhelníček eurosibiřský (P. a. ater), obývající celý sever Eurasie,
- sýkora uhelníček španělský (P. a. vieirae), žijící na Pyrenejském poloostrově,
- sýkora uhelníček sardinský (P. a. sardus), obývající Korsiku a Sardinii, a
- sýkora uhelníček krymský (P. a. moltchanovi), žijící na jižním Krymu.

## Popis
- Délka těla: 10–11,5 cm[5]
- Rozpětí křídel: 18 cm
- Hmotnost: 9–11,5 g[4]

Malý druh sýkory s velkou černou hlavou, bílými lícemi a velkou bílou skvrnou v týlu, díky které ji lze odlišit od všech ostatních evropských sýkor. Hřbet je modrošedý (ssp. ater) až olivově šedý, spodina tmavě šedobéžová bez tmavého středového pruhu. Na křídle má dvě světlé pásky: jednu na špičkách velkých krovek, druhou podél středních krovek. Obě pohlaví se zbarvením neliší, mladí ptáci jsou jednotvárnější s nažloutlými lícemi a zátylkovou skvrnou.

## Hlas
Vábí rozmanitými, jemnými, zvonivými tóny (např. „týh“ nebo „tii tyh-i“). Zpěv, kterým se často ozývá z vrcholů jehličnatých stromů, tvoří jednoduché, rychlé, několikrát opakované „sitču-sitču-sitču-sitču…“. Zpívá po většinu roku, hlavně od února do července.

## Rozšíření
Sýkora uhelníček hnízdí téměř v celé Evropě, velké části Asie a v severní Africe. V Evropě se začala šířit s vysazováním jehličnatých lesů. V západních a jižnějších částech areálu je převážně stálá, ptáci ze severních populací vykazují různou míru migračního chování a v některých letech u nich může docházet až k hromadným invazím do jižnějších oblastí. Evropská početnost druhu je odhadována na 12–29 milionů párů, přičemž populace je zde považována za kolísající.

## Výskyt v Česku
V České republice hnízdí téměř na celém území od nížin až po horní hranici lesa. Množství hnízdících párů stoupá s nadmořskou výškou. Její početnost se v posledních letech mírně zvyšuje; v letech 1985–89 byla odhadnuta na 450 000–900 000 párů, v letech 2001–03 již na 500 000–1 000 000 párů.

## Prostředí
Hnízdí převážně v jehličnatých lesích se zastoupením vzrostlých smrků, mimo hnízdní sezónu obývá také parky nebo zahrady s jehličnany.

## Hnízdění

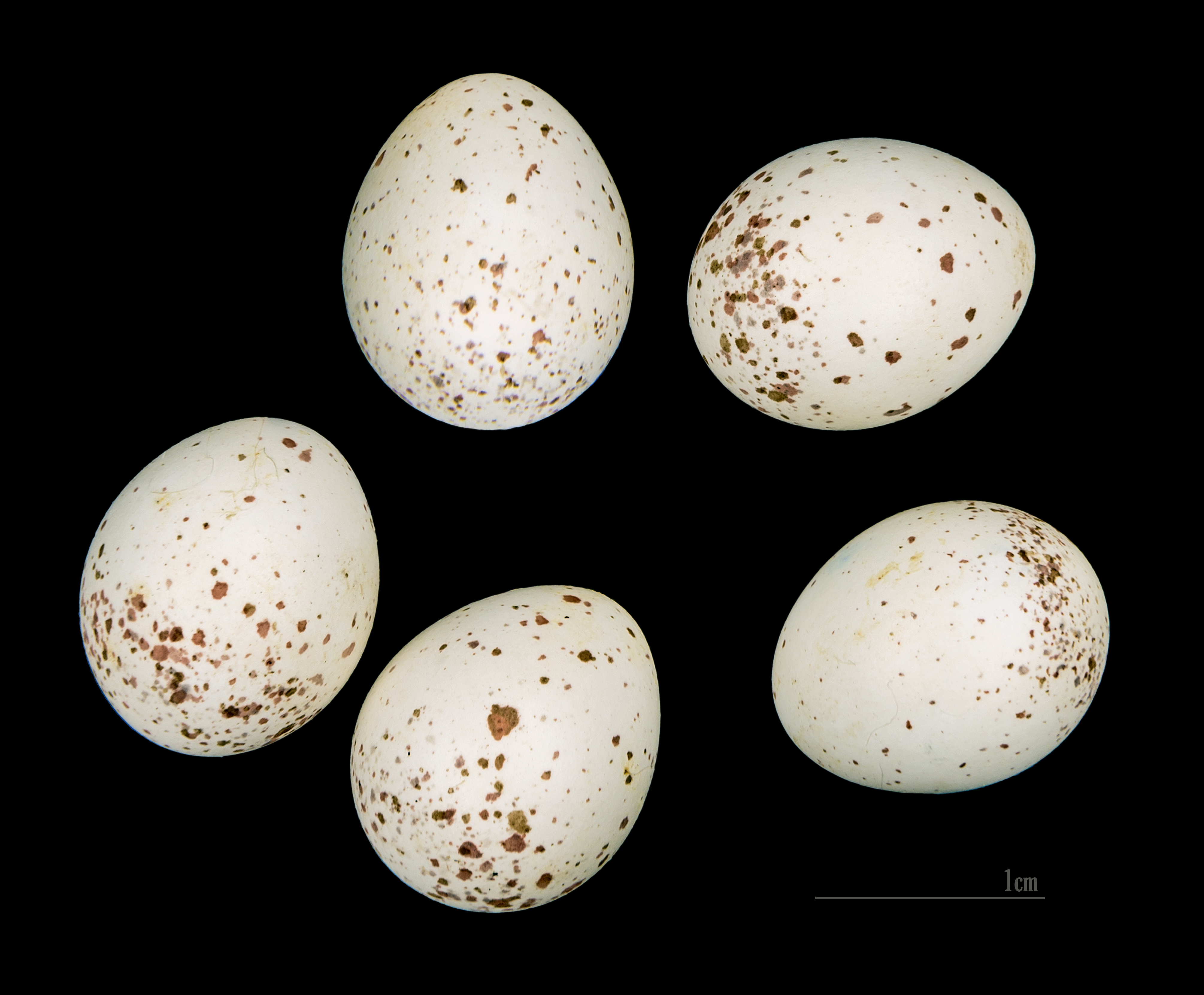
Vejce sýkory uhelníčka

Hnízdí jednotlivě a teritoriálně, poprvé ve 2. kalendářním roce života. Páry jsou monogamní, setrvávají spolu po několik let a často využívají i stejná teritoria. Hnízdo je v dutinách, nejčastěji ve stromech nebo budkách, řidčeji také v zemních dutinách, ve zdech, skalách nebo metrech dřeva. Existují i případy hnízdění ve starých hnízdech dravců. Hnízdní budka má být vysoká 25 cm s průměrem dna 12×12 cm a kulatým vletovým otvorem v průměru max. 26 mm z důvodu ochrany vůči větším druhům. Staví ho samotná samice; je složeno z mechu, lišejníků, vystláno srstí, vlnou a občas i peřím. Hnízdí 1× až 2× ročně. Snůška čítá 7–11 bílých, drobně červenohnědě skvrnitých vajec o rozměrech 14,9×11,6 mm. Doba sezení je 14–18 dnů, inkubuje samotná samice, které samec přináší potravu. Mláďata jsou krmena oběma rodiči, hnízdo opouštějí ve věku 18–20 dnů a dalších 20 dnů jsou krmena mimo něj. Rodina zůstává společně zřejmě až do další hnízdní sezóny. Úspěšnost hnízdění se pohybuje mezi 57–88 %.

## Potrava
V potravě dospělých ptáků převažují stejnokřídlí (až 80 %) a motýli (až 76 %), dále jsou zastoupeni brouci, dvoukřídlí, blanokřídlí a rostlinná složka, hlavně semena (až 42 %). U mláďat v potravě převažují motýli, pavouci, stejnokřídlí, dvoukřídlí a semena. Od června do jara následujícího roku často mezi tenkými větvemi a jehličím vytváří zásoby potravy, nejčastěji ze semen smrku, ale i z hmyzu. Potravu sbírá převážně na stromech, v zimě běžněji i na zemi a ve smíšených hejnech s jinými druhy sýkor.